# Stadler SPATZ
Stadler SPATZ est le nom d'une gamme modulaire de rames automotrices pour voie étroite construites par l'entreprise suisse Stadler Rail. Le sigle SPATZ signifie en Allemand « Schmalspur - Panorama - Triebzug »,  ce qui signifie en Français « automotrice électrique panoramique à écartement étroit ». 
Les automotrices sont constituées d'une voiture panoramique à quatre essieux, sans entrée, autour de laquelle sont reliés les modules des motrices sont sellés de chaque côté, à l'aide d'un bogie. 
Les Beh 4/8 des Transports de Martigny et Régions (TMR) ont une traction mixte en circulant par adhérence et par système pignon-crémaillère. Les rames SPATZ de la Zentralbahn (ZB) et de la SNCF sont uniquement équipées d'un entraînement par adhérence et portent respectivement les désignations ZB ABe 130 et Z 850. Ces dernières sont exploitées en service commercial TER Auvergne-Rhône-Alpes sur la ligne de Saint-Gervais-les-Bains-Le Fayet à Vallorcine (frontière). 

## Histoire

### Chemin de fer du Brünig

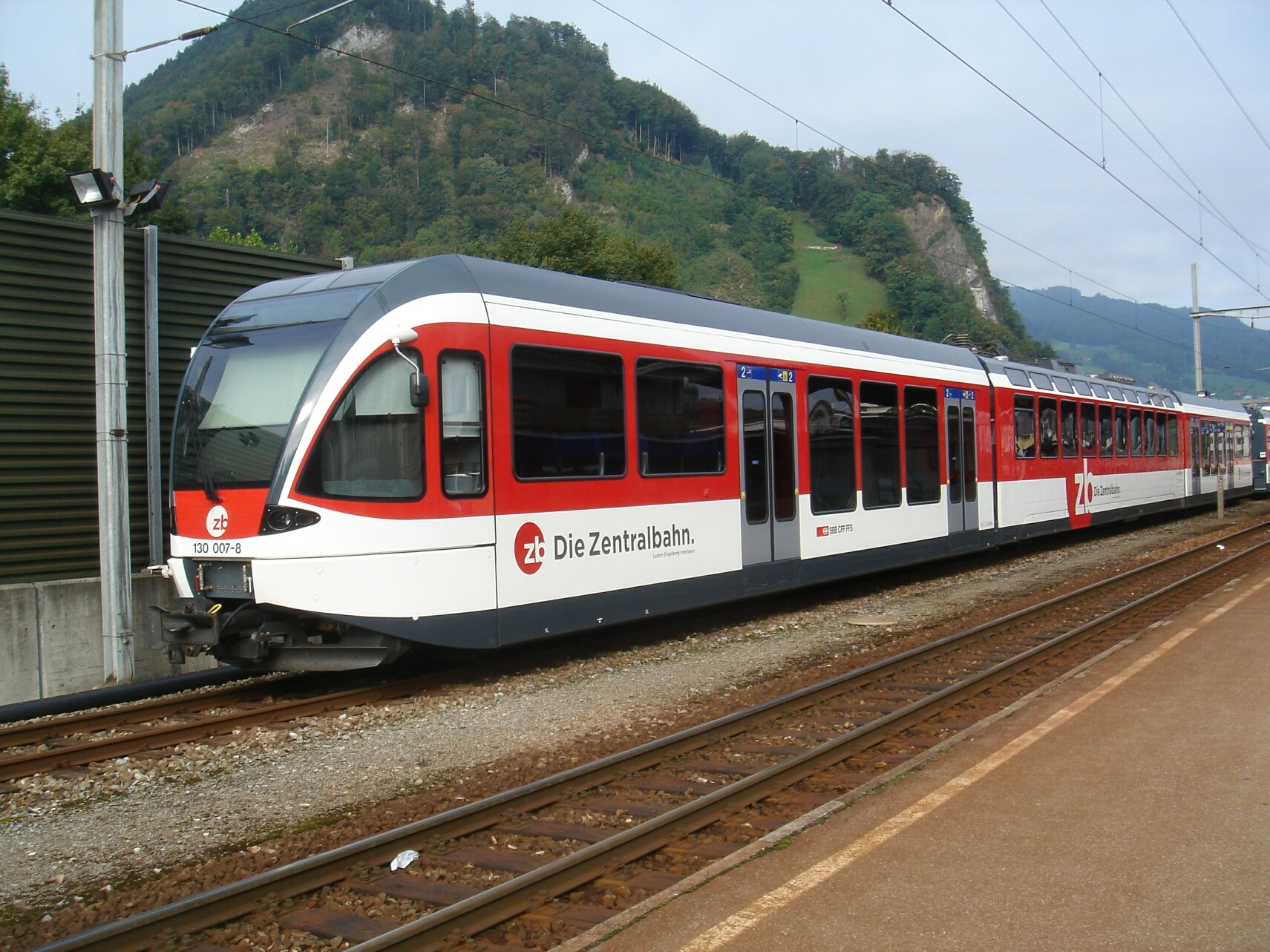
SPATZ ABe 130 007 de la Zentralbahn à Stansstad.

L'augmentation du nombre de navetteurs sur les lignes de chemin de fer à adhérence Giswil - Lucerne et Meiringen - Interlaken-Est ainsi que le matériel roulant existant obsolète ont incité les Chemins de fer fédéraux suisses (CFF) à acheter dix nouveaux trains de navettes pour leur Brünigbahn pour 62 millions de francs. Les CFF avaient un besoin urgent de deux premières unités ABe 130 pour le changement d'horaire de décembre 2004 afin de respecter l'horaire entre Meiringen et Interlaken. 
Les pressions sur les délais et sur les coûts ont empêché le nouveau développement d'une nouvelle gamme. La commande d'une version à écartement métrique de l'automotrice Seetal RABe 520 a échoué en raison de la charge excessive à l'essieu et de la puissance insuffisante du Seetal GTW. Le concept de la gamme SPATZ est basé sur les automotrices navettes BDSeh 4/8 exploitées par la Matterhorn-Gotthard Bahn (MGB). De la navette pour les besoins très particuliers de la ligne entre Täsch et Zermatt a été développé un modèle de train pour la ligne du Brünig avec des caractéristiques semblables. Les rames destinées au transport régional sont équipés d'une voiture panoramique, mais uniquement en seconde classe. Le faible nombre de portes oblige les passagers souhaitant monter ou descendre du train à parcourir de longues distances, ce qui peut engendrer des conflits de circulation dans le couloir de la rame.   

### Ligne de la vallée de Chamonix (SNCF)

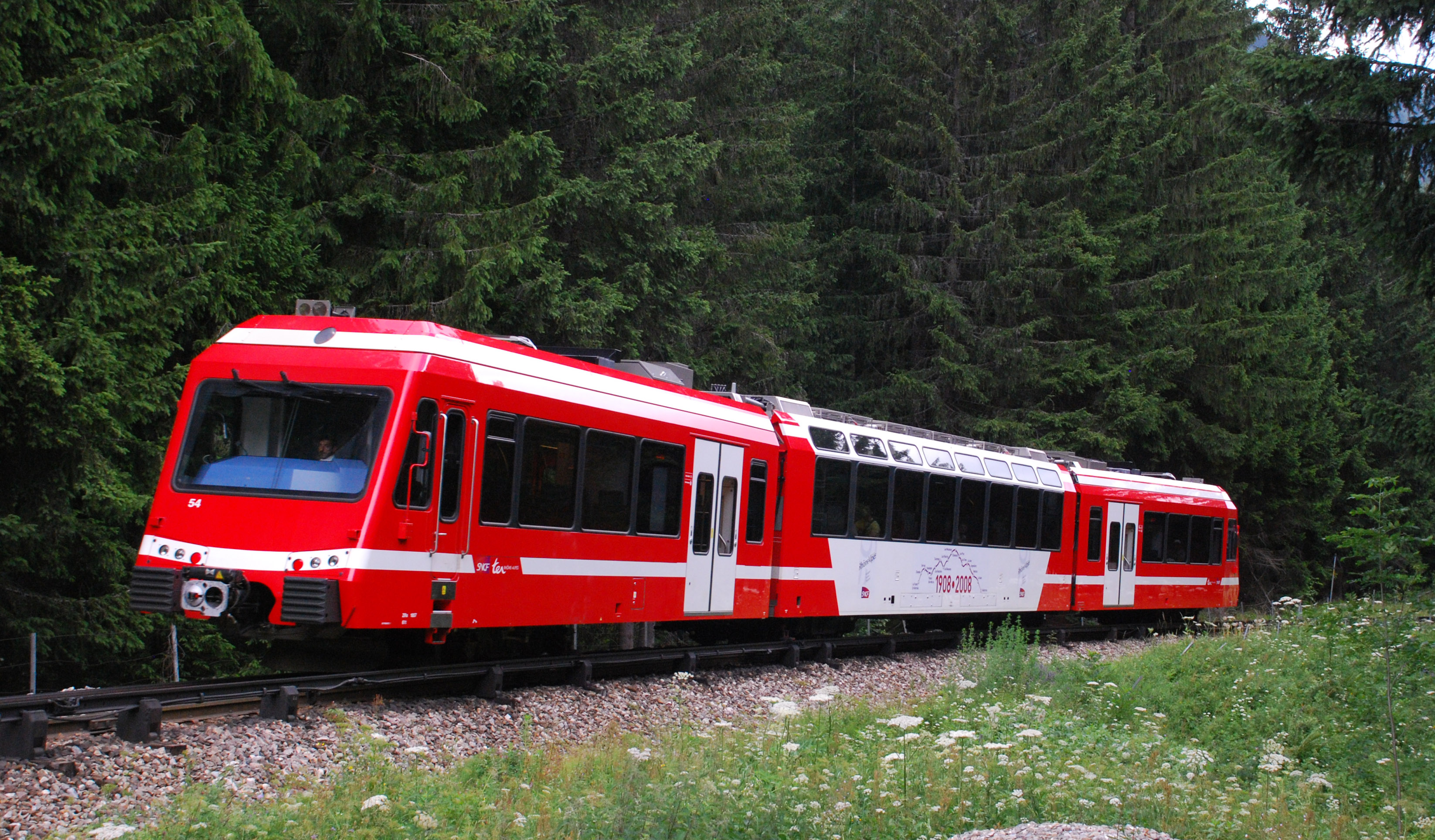
Z 850 de la SNCF à La Joux.

En mai 2003, la SNCF a commandé trois premières automotrices SPATZ pour la ligne à écartement métrique de Saint-Gervais-les-Bains-Le Fayet à Vallorcine, électrifiée par troisième rail. Cette ligne fait partie de l'important axe touristique reliant Chamonix-Mont-Blanc en France à Martigny en Suisse,. Les Z 850 de la SNCF ont rajeuni le parc de véhicules de la ligne du Mont Blanc en permettant de remplacer des automotrices vieillissantes Z 600 et ont permis l'optimisation de l'horaire. Les véhicules de la première commande ont coûté 15,6 millions d'euros et ont été financés par la région Rhône-Alpes. Les trois trains de la deuxième commande ont été livrés entre octobre 2007 et février 2008. 

### Transports de Martigny et Régions

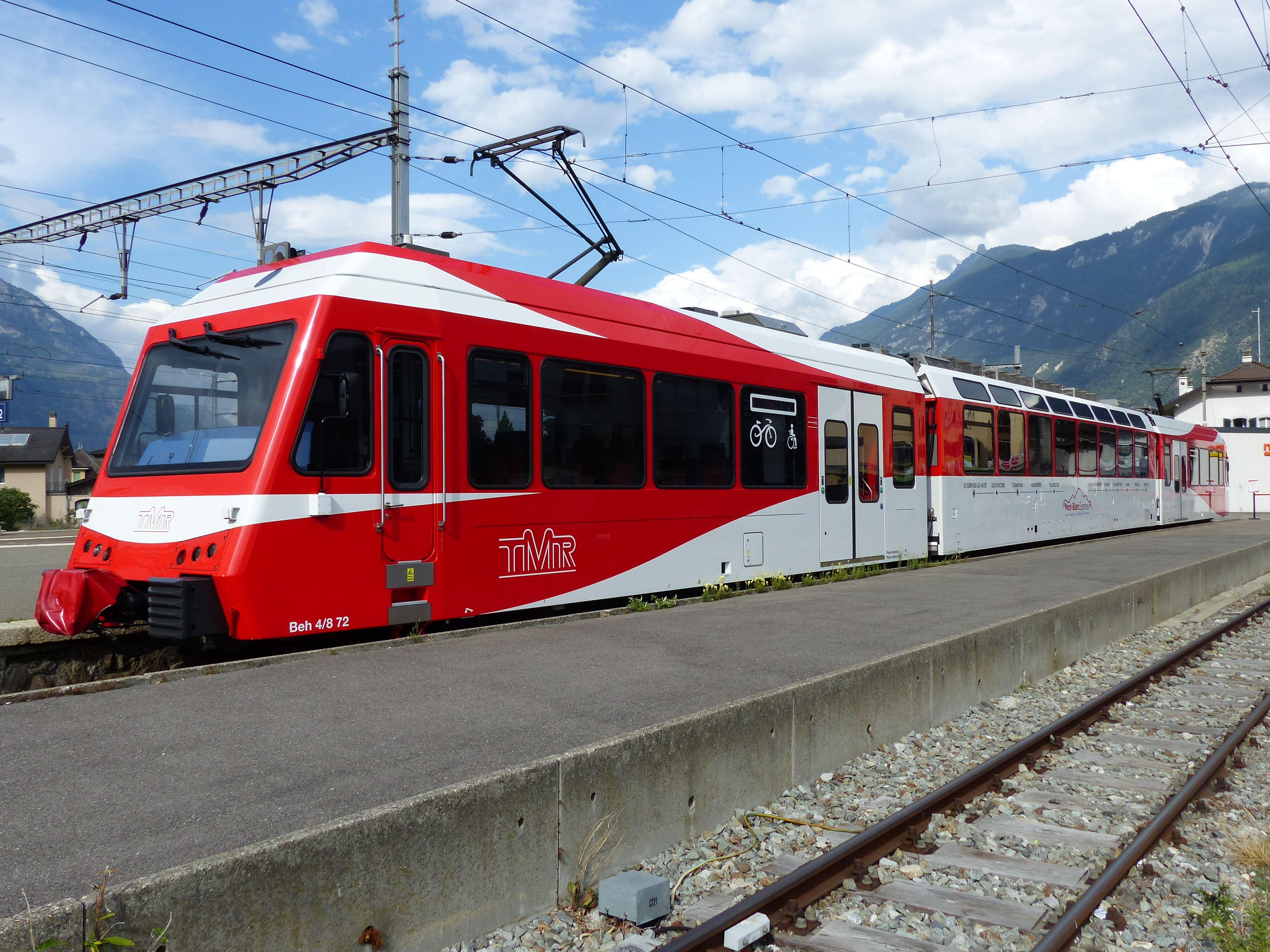
Beh 4/8 72 du TMR en gare de Martigny.

Afin de pouvoir assurer des trains directs de Martigny à Chamonix-Mont-Blanc, les Transports de Martigny et Régions (TMR) ont acquis deux rames SPATZ pour 18,5 millions de francs suisses. Les trains sont basés sur le Z 850 de la SNCF, exploité la partie française de l'axe international à voie métrique. Contrairement à ses prédécesseurs, les Beh 4/8 des TMR ont une traction mixte par adhérence et par crémaillère afin de pouvoir parcourir l'ensemble de la ligne jusqu'au Fayet.

## Description
Comme la navette de Zermatt BDSeh 4/8, le SPATZ est composé de trois compartiments dont une voiture centrale à plancher haut en acier avec des fenêtres offrant une vue panoramique. Comme la voiture centrale n'est pas équipée de portes, le SPATZ a peu de chances d'être homologué dans les pays ayant des réglementations strictes en matière de protection incendie. Les voitures motrices sont reliées à la voiture centrale par des articulations et possèdent un bogie et ainsi qu'une zone à plancher bas. Les toilettes accessibles aux personnes à mobilité réduite de la Zentralbahn prennent beaucoup de place dans l'un des deux compartiments à plancher bas. Deux portes de chaque côté permettent d'accéder aux voitures des extrémités de l'ABe 130 de la Zentralbahn.
Alors que les Z 850 et les Beh 4/8 ont des faces avant similaires à la BDSeh 4/8 de la Matterhorn-Gotthard Bahn (MGB), l'ABe 130 de la Zentralbahn a des cabines de conduite en plastique renforcé de fibres de verre qui ont été installées pour la première fois sur les autorails à voie étroite du Seetal. Entre-temps, elles sont devenues un trait distinctif et une marque de fabrique du constructeur ferroviaire suisse. Le puissant équipement de traction est logé sous le plancher de la voiture centrale et assure une grande capacité d'accélération. Tous les bogies sont à suspension pneumatique.
Les caisses des voitures Z 850 et Beh 4/8 sont plus courtes que celles de la Zentralbahn en raison de la charge par essieu autorisée plus faible de la ligne du Mont-Blanc. En outre, les bogies ont dû être adaptés pour la collecte du courant par troisième rail et équipés d'un frein de rail magnétique pour affronter les rampes de 90 ‰. Afin d'obtenir l'homologation, des tests approfondis ont été effectués sur l'aptitude au choc, le comportement au freinage et la résistance à la compression de la carrosserie.
L'installation de l'entraînement par pignon-crémaillère pourrait être dérivée des véhicules précédents BDSeh 4/8 de la MGB, qui fonctionnent également sur des sections de crémaillère. En raison de l'entraînement par engrenage, le plancher de l'Beh 4/8 est cinq centimètres plus haut que celui des Z 850. Le TMR a mis au point un interrupteur automatique pour abaisser les pantographes lors des transitions entre l'alimentation par troisième rail et par caténaire.

Éléments caractéristiques de la plateforme Stadler SPATZ
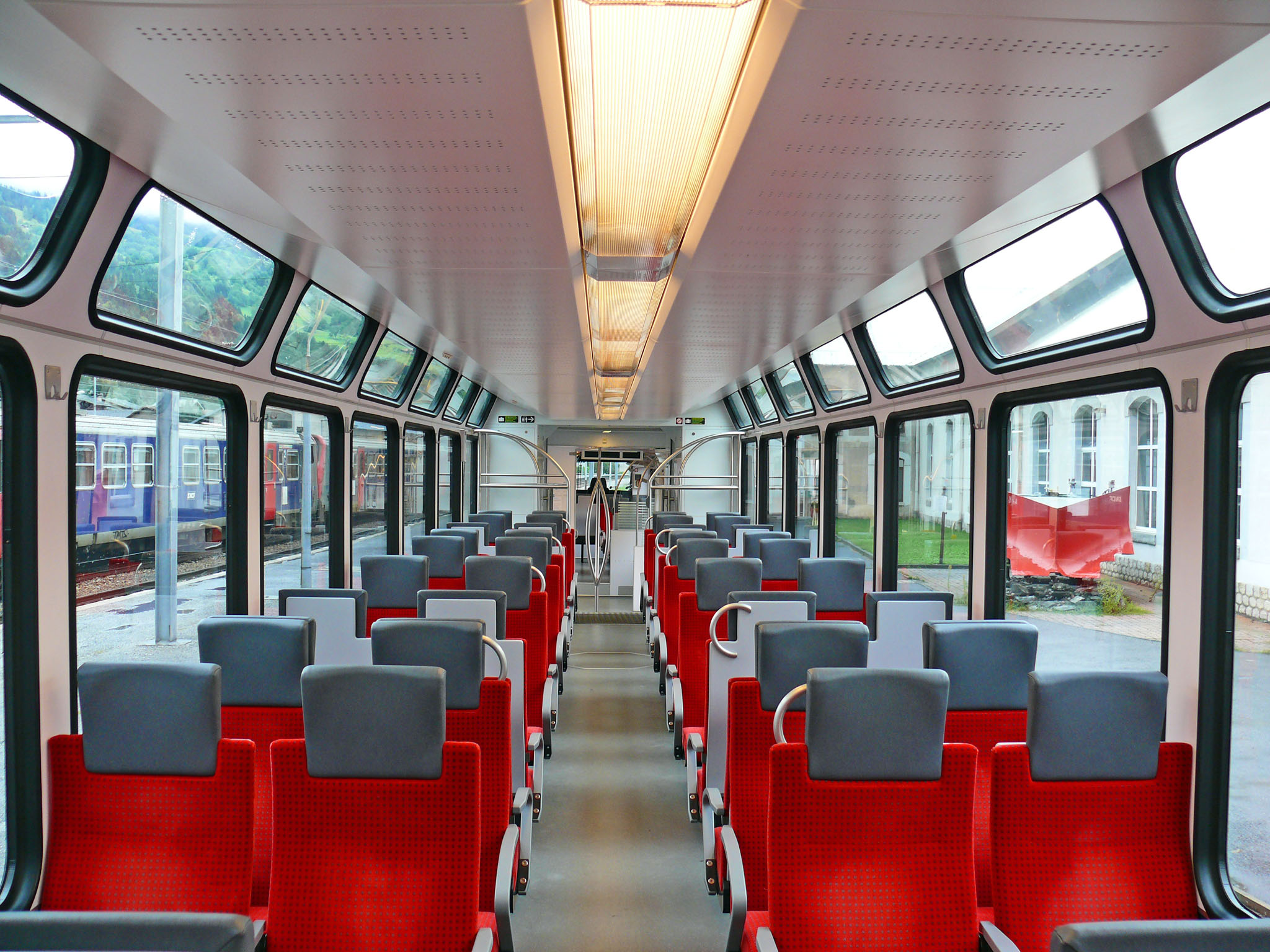
La voiture panoramique centrale, ici dans un Z 850, offre aux passagers une vue imprenable sur le paysage. En revanche, le plancher surélevé sans portes est un obstacle aux échanges de voyageurs en gare pour le RER de Lucerne.
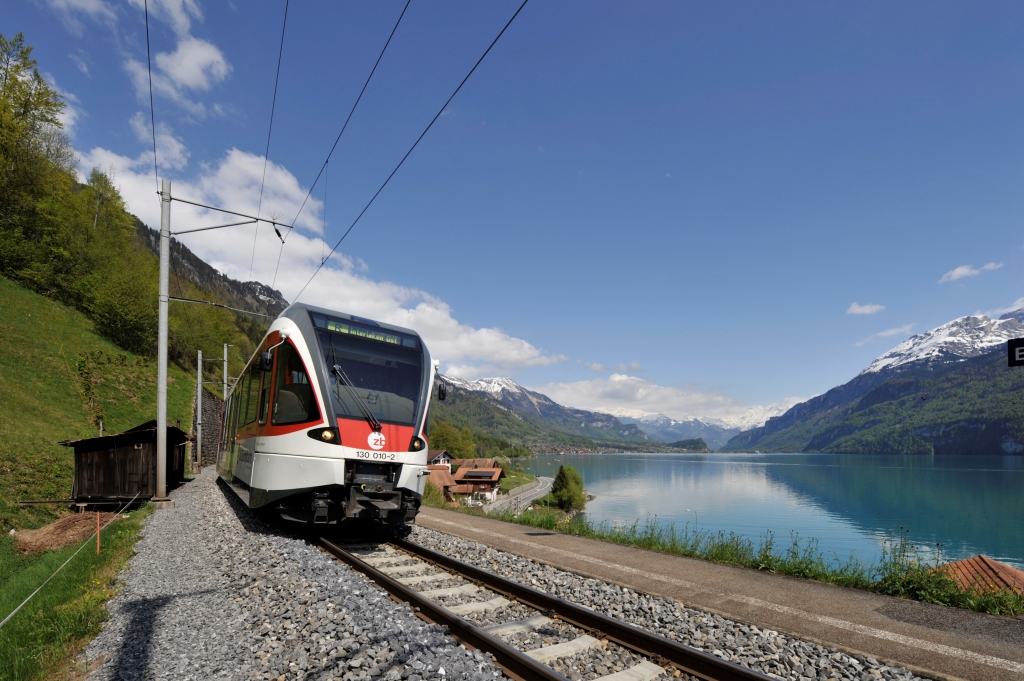
Avant de l'ABe 130 de la Zentralbahn.

## Entreprises exploitant des SPATZ

### Zentralbahn

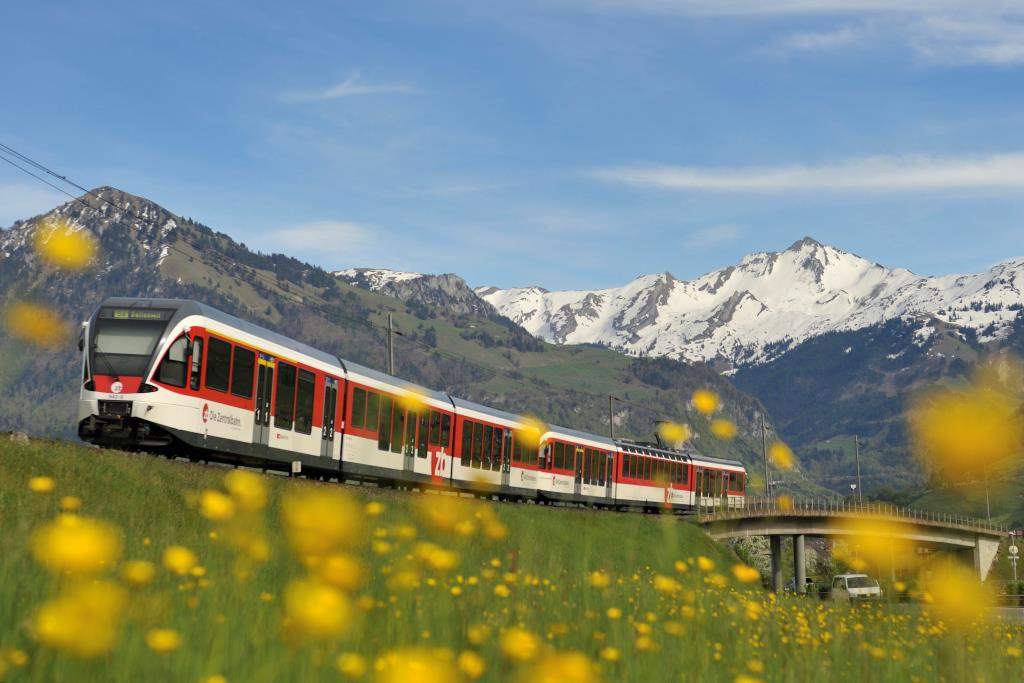
ABe 130 du Zentralbahn.

Jusqu'au changement des attelages par des attelages Schwab, les ABe 130 étaient utilisés seuls, en unité multiple ou avec remorque motrice sur la ligne S5 du RER Lucerne reliant Lucerne à Giswil ainsi qu'entre Meiringen et Interlaken-Est. Depuis la fusion du chemin de fer du Brünig avec le chemin de fer Lucerne-Stans-Engelberg (LSE) pour former la Zentralbahn (ZB) en 2005, des trains SPATZ circulent également sur la ligne S4 qui relie Lucerne à Wolfenschiessen. Jusqu'en 2016, l'ABt 931-932 de la RBS, l'ABt 925-930 de la LSE ou l'ABt 901-905 transformé par le chemin de fer de la Brünig ont chacun servi de modules de renforcement avec une voiture de seconde classe. De 2007 à 2010, des rames SPATZ ont également fonctionné avec les trois nouvelles remorques articulées à plancher surbaissé ABt 941-943. Les remorques à trois voitures initialement prévues pour être utilisées à Engelberg ne pouvaient pas être livrées jusqu'au village avant l'ouverture du tunnel d'Engelberg et ont été utilisées avec l'ABe 130 sur les routes de la vallée. Depuis l'ouverture du tunnel d'Engelberg, l'une des trois remorques motrices articulées ABt 941-943 a été utilisée comme module de renforcement des ABe 130. 
La Zentralbahn a décidé de ne pas modifier la composition de ses SPATZ. Au lieu de cela, cinq unités multiples FINK ABeh 161 à trois voitures ont été achetées pour remplacer les anciens véhicules. Pour permettre le couplage du SPATZ avec les Stadler FINK, les raccords GF de l'ABe 130 ont dû être remplacés par des raccords Schwab dans le courant de l'année 2016 et le système de commande de rames couplées a dû être adapté. Depuis lors, les rames SPATZ sont soit utilisées seules, soient couplées par paire ou avec une rame FINK. 
À partir de 2020, les dix ABe 130 de la Zentralbahn doivent subir un réaménagement après quinze années de service. Les systèmes de portes, d'information voyageurs, les systèmes pneumatiques ainsi que le plancher et les toilettes seront remis à neuf. Les travaux devaient à l'origine être effectués par l'usine des CFF située à Olten. Cependant, il a été décidé de réviser les véhicules eux-mêmes, et un nouveau site de maintenance a été construit en conséquence à Stansstad. Les véhicules doivent être révisés entre 2021 et 2023.

### Ligne Saint-Gervais - Martigny (SNCF et TMR)
Les automotrices Z 850 de la SNCF sont principalement utilisées sur le tronçon Le Fayet - Chamonix-Mont-Blanc - Vallorcine. En raison du non-équipement de ces rames pour franchir des sections à crémaillère, elles ne peuvent pas se rendre sur le versant suisse de la ligne jusqu'à Martigny. Pendant les vacances d'été et d'hiver, les Z 850 sont engagés en unités doubles afin de répondre à la forte demande.
En octobre 2009, les Z 855 ont été mis en service provisoirement sur la ligne de Martigny au Châtelard, à Salvan, afin de tester l'achat du Be 4/8 par le TMR pour le captage électrique via troisième rail côté français.
L'homologation des trains TMR s'est avérée difficile. Le premier SPATZ a été livré en avril, mais l'autorisation d'exploitation suisse définitive n'a été délivrée qu'en 2012. TMR a attendu jusqu'au 2 décembre 2015 pour obtenir l'autorisation d'exploiter les trains désignés Z 870 en France. Cela a ensuite quelque peu soulagé le parc de matériel roulant, utilisé à la limite de sa capacité, sur la ligne internationale à écartement métrique. En plus des Z 800 et des TMR BDeh 4/8 21-22, les deux trains Be 4/8 assureront des liaisons continues de Martigny à Chamonix et Saint-Gervais-les-Bains.

Déclinaisons de la gamme SPATZ sur la ligne internationale de Saint-Gervais à Martigny
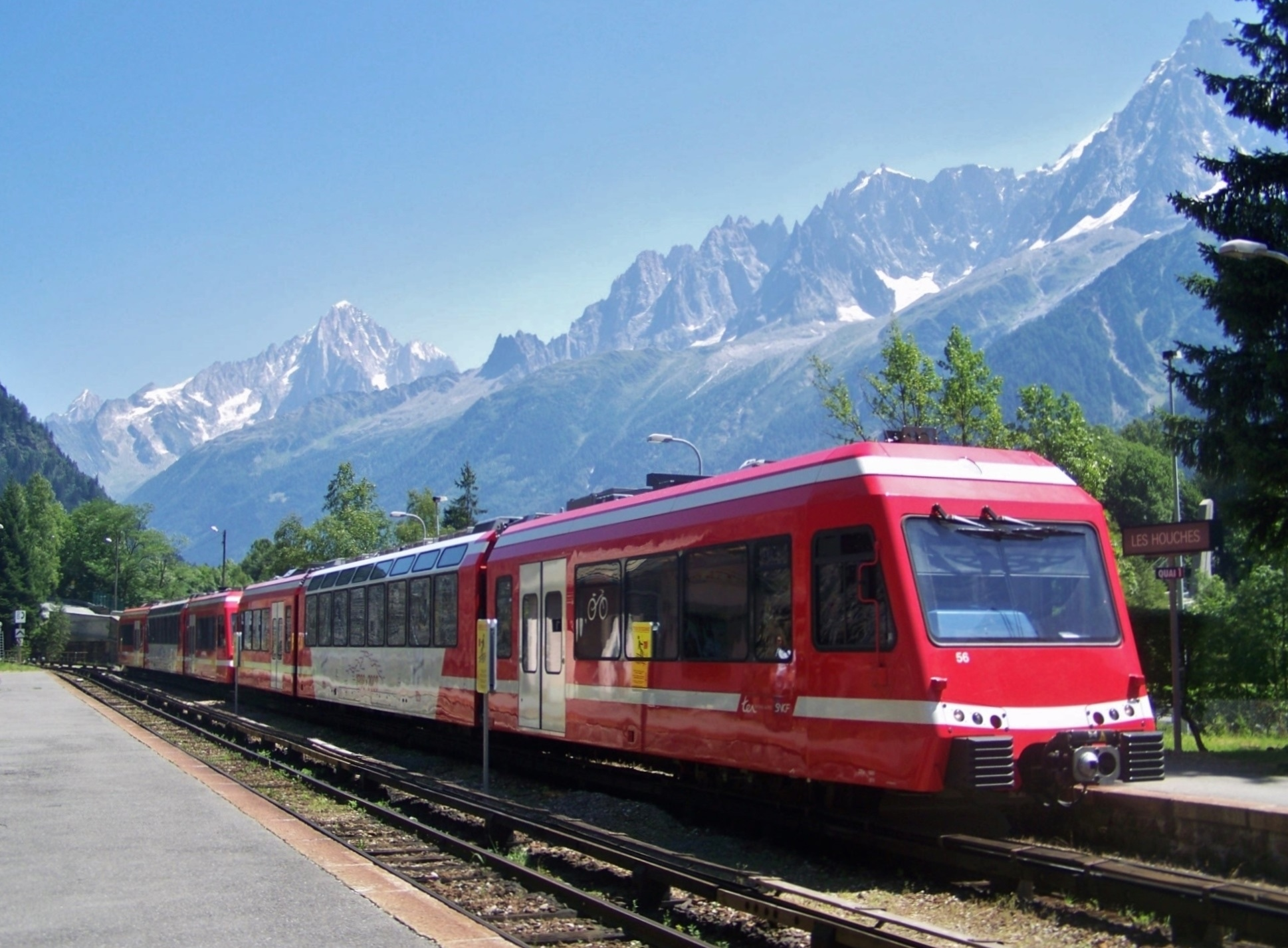
Deux Z 850 couplés en gare des Houches..
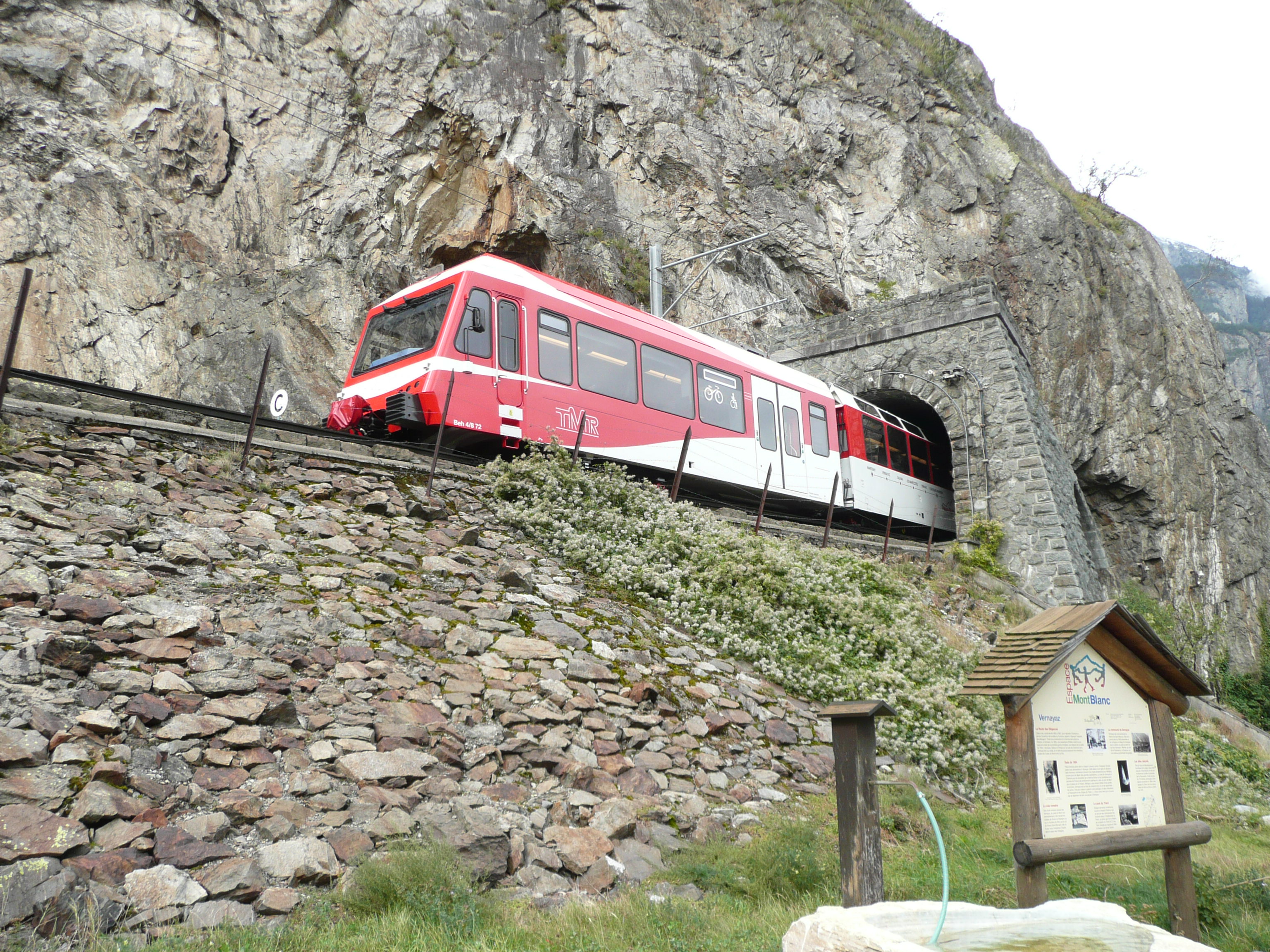
Be 4/8 du TMR à Vernayaz.